# Henri Fleisch
Henri Robert Fleisch (* 1. Januar 1904 in Jonvelle, Département Haute-Saône; † 10. Februar 1985 in Libanon) war ein französischer Jesuit, Orientalist  (Arabist) und Prähistoriker.

## Biographie
Henri Fleisch trat 1921 in Lyon-Fourvière in den Jesuitenorden ein und leistete 1923 seinen Militärdienst im damaligen französischen Mandatsgebiet Libanon. Nach seiner Weihe zum Priester 1933 kehrte er in den Libanon zurück. Als Schüler etwa von Marcel Cohen spezialisierte er sich auf die Linguistik semitischer Sprachen und unterrichtete ab 1938 Semitistik und arabische Philologie an der jesuitischen  Université Saint-Joseph in Beirut. Neben seinen Studien zum klassischen Arabisch und modernen arabischen Dialekten begann Fleisch sich zusätzlich intensiv mit der Frühgeschichte des Libanon zu beschäftigen.
Fleisch war korrespondierendes Mitglied der Académie des Inscriptions et Belles-Lettres (1959) und der Bayerischen Akademie der Wissenschaften (1974). 1976 erhielt er die goldene Lidzbarski-Medaille der Deutschen Morgenländischen Gesellschaft.

## Veröffentlichungen (Auswahl)
Siehe das Schriftenverzeichnis in Mélanges de l’Université Saint-Joseph. 48, 1973/1974, S. XXI–XXXVII.
- Introduction à l’étude des langues sémitiques. Éléments de bibliographie. Adrien-Maisonneuve, Paris 1947.
- Études de phonétique arabe (= Mélanges de l’Université Saint-Joseph. Bd. 28, Nr. 6, ISSN 0253-164X). Imprimerie Catholique, Beirut 1949/1950.
- Le nom d’agent faʿāl (= Mélanges de l’Université Saint-Joseph. Bd. 32, Nr. 3). Imprimerie Catholique, Beirut 1955.
- L’arabe classique. Esquisse d’une structure linguistique (= Mélanges de l’Université Saint-Joseph. Bd. 33, Nr. 1). Imprimerie Catholique, Beirut 1956.
- Traité de philologie arabe. 2 Bände. Imprimerie Catholique, Beirut 1961–1979;
  - Band 1: Préliminaires, phonétique, morphologie nominale (= Recherches publiées sous la direction de l’Institut de Lettres Orientales de Beyrouth. 16, ZDB-ID 193919-1). 1961;
  - Band 2: Pronoms, morphologie verbale, particules (= Recherches publiées sous la direction de l’Institut de Lettres Orientales de Beyrouth. A: Langue arabe et pensée islamique. NS 11). 1979, ISBN 2-7214-5603-2.
- Études d’arabe dialectal (= Recherches publiées sous la direction de l’Institut de Lettres Orientales de Beyrouth. A: Langue arabe et pensée islamique. NS 4). Dar El-Machreq, Beirut 1974, ISBN 2-7214-5685-7.